# Pueblo montenegrino
El pueblo montenegrino, los montenegrinos (en montenegrino y serbio, Црногорци / Crnogorci), son un pueblo eslavo del Sur que habita principalmente en Montenegro. y habla los idiomas montenegrino y serbio. En muchas ocasiones no se diferencia a los montenegrinos de los serbios, ya que hasta 2008, Montenegro era parte de Serbia, además de que ambos son pueblos eslavos meridionales, y que hablan variantes de un mismo idioma, el serbocroata.

## En Montenegro
En total son unas 350 000 personas, de los cuales 278 865 viven en Montenegro, según los resultados del censo de 2011.

## En otros países
Hay más de 40 000 montenegrinos y personas de origen montenegrino en los Estados Unidos, así como otros 70 000 en Argentina.